# اچ‌ام‌اس دیفاینس (۱۸۶۱)
اچ‌ام‌اس دیفاینس (۱۸۶۱) (به انگلیسی: HMS Defiance (1861)) یک کشتی بود که طول آن ۲۴۶ فوت ۹ اینچ (۷۵٫۲۱ متر) بود. این کشتی در سال ۱۸۶۱ ساخته شد.